# ザ・ラグビーチャンピオンシップ2019
ザ・ラグビーチャンピオンシップ2019（2019 Rugby Championship、2019 TRC）は、2019年7月から8月にかけて開催された 南半球4か国のナショナルチームによる「ザ・ラグビーチャンピオンシップ」の第8回大会。主催はSANZAAR。北半球6か国代表によるシックス・ネイションズと並ぶ、強豪国リーグである。

## 概要
出典
相手国3チームと1試合ずつ、計3試合を行い、勝ち点で順位を決める。
ラグビーワールドカップ2019の開催年のため、過去大会と同様に、試合数を縮小。各国チームは互いに1回のみの対戦となった。
南アフリカ共和国代表は、4か国開催となった「ザ・ラグビーチャンピオンシップ」では初優勝。3か国による前身大会「トライネーションズ」を含めると通算4回目の優勝を得た。

## 戦績
出典
| 順位 | 国               | 勝敗   | 勝敗 | 勝敗     | 勝敗 | 得点 | 得点 | 得点     | 3トライ差以上を獲得 ボーナス ポイント | 7点差以内の敗戦 ボーナス ポイント | 勝ち点 合計 |
| 順位 | 国               | 試合数 | 勝ち | 引き分け | 負け | 得点 | 失点 | 得失点差 | 3トライ差以上を獲得 ボーナス ポイント | 7点差以内の敗戦 ボーナス ポイント | 勝ち点 合計 |
| ---- | ---------------- | ------ | ---- | -------- | ---- | ---- | ---- | -------- | ------------------------------------- | --------------------------------- | ----------- |
| 1    | 南アフリカ共和国 | 3      | 2    | 1        | 0    | 97   | 46   | +51      | 2                                     | 0                                 | 12          |
| 2    | オーストラリア   | 3      | 2    | 0        | 1    | 80   | 71   | +9       | 0                                     | 0                                 | 8           |
| 3    | ニュージーランド | 3      | 1    | 1        | 1    | 62   | 79   | –17      | 0                                     | 0                                 | 6           |
| 4    | アルゼンチン     | 3      | 0    | 0        | 3    | 39   | 82   | –43      | 0                                     | 2                                 | 2           |

勝ち点の合計で優勝を競う。勝ち4点、引き分け2点、負け0点。相手より3トライ以上多く獲得で1点、7点差以内の負けで1点。

### 優勝・2国間トロフィー
| 優勝                       | 南アフリカ共和国 | 4回目 | 1996年トライネーションズからの通算             |                                  |
| ブレディスローカップ       | ニュージーランド |       | オーストラリアとニュージーランドとの対戦の勝者 | 2試合実施。大会後の2試合目に決定 |
| マンデラチャレンジプレート | 南アフリカ共和国 |       | 南アフリカとオーストラリアとの対戦の勝者       | 2019年7月20日対戦で決定          |
| フリーダムカップ           | ニュージーランド |       | 南アフリカとニュージーランドとの対戦の勝者     | 2019年7月27日対戦で決定          |
| ピューマトロフィー         | オーストラリア   |       | アルゼンチンとオーストラリアとの対戦の勝者     | 2019年7月27日対戦で決定          |
| ウドゥン・スプーン         | アルゼンチン     | 7回目 | 最下位に与えられる不名誉な称号                 |                                  |

ブレディスローカップは、ホーム&アウェイの2試合で決まる。1試合しか行われない今大会では、2019年8月10日にオーストラリアが勝利。大会終了1週間後の2019年8月17日に、ニュージーランドとオーストラリアはブレディスローカップの決勝戦を行い、ニュージーランドが36-0の圧勝。2試合での勝敗は「1-1」となり、ニュージーランドは17年連続でカップを防衛した。

## 対戦詳細

### Round 1
| 2019年7月20日 17:05 SAST (UTC+2) | (1 BP) 南アフリカ共和国 | 35–17    | オーストラリア                                                                                                 | エリス・パーク・スタジアム, ヨハネスブルグ, 南アフリカ共和国 観客数: 51,206人 レフリー: Paul Williams (ニュージーランド) |
| 2019年7月20日 17:05 SAST (UTC+2) | トライ: Hヤンチース (2) 10' c, 61' c デヤハー 23' c ンコシ 55' c ライナー 80' c コンバート: Eヤンチース (5/5) 11', 24', 56', 63', 83' | レポート | トライ: ハイレットペティ 28' c フォーリー 70' c コンバート: フォーリー (2/2) 30', 71' PK: フォーリー (1/1) 16' | エリス・パーク・スタジアム, ヨハネスブルグ, 南アフリカ共和国 観客数: 51,206人 レフリー: Paul Williams (ニュージーランド) |

Notes:
- 南アフリカ共和国がマンデラチャレンジプレートを奪還。

| 2019年7月20日 15:05 AST (UTC-3) | (1 BP) アルゼンチン                                                                                        | 16–20    | ニュージーランド                                                                                          | エスタディオ・ホセ・アマルフィターニ, ブエノスアイレス, アルゼンチン 観客数: 31,320人 レフリー: アンガス・ガードナー (オーストラリア) |
| 2019年7月20日 15:05 AST (UTC-3) | トライ: ボフェッリ 56' c コンバート: サンチェス (1/1) 57' PK: サンチェス (2/3) 1', 20' ボフェッリ (1/1) 6' | レポート | トライ: ラウマペ 17' c レタリック 38' c コンバート: Bバレット (2/2) 18', 39' PK: Bバレット (2/2) 22', 36' | エスタディオ・ホセ・アマルフィターニ, ブエノスアイレス, アルゼンチン 観客数: 31,320人 レフリー: アンガス・ガードナー (オーストラリア) |

### Round 2
| 2019年7月27日 19:35 NZST (UTC+12) | ニュージーランド                                                                                           | 16–16    | 南アフリカ共和国                                                                       | ウェリントン・リージョナル・スタジアム, ウェリントン, ニュージーランド 観客数: 35,213人 レフリー: ニック・ベリー (オーストラリア) |
| 2019年7月27日 19:35 NZST (UTC+12) | トライ: グッドヒュー 36' c コンバート: Bバレット (1/1) 38' PK: Bバレット (1/3) 48' モウンガ (2/2) 66', 74' | レポート | トライ: ヤンチース 79' c コンバート: ポラード (1/1) 80' PK: ポラード (3/4) 2', 9', 60' | ウェリントン・リージョナル・スタジアム, ウェリントン, ニュージーランド 観客数: 35,213人 レフリー: ニック・ベリー (オーストラリア) |

Notes:
- ニュージーランドがフリーダムカップを防衛。
- 1994年以来、両チームにとって初の引き分け。
- ニュージーランドはこの試合でテストマッチの得点が16,000点を超えた[4]。

| 2019年7月27日 19:45 AEST (UTC+10) | オーストラリア                                                                                   | 16–10    | アルゼンチン (1 BP)                                                            | サンコープ・スタジアム, ブリスベン, オーストラリア 観客数: 31,599人 レフリー: Ben O'Keeffe (ニュージーランド) |
| 2019年7月27日 19:45 AEST (UTC+10) | トライ: ホッジ 31' c コンバート: リアリーファノ (1/1) 32' PK: リアリーファノ (3/3) 10', 42', 50' | レポート | トライ: イサ 73' c コンバート: Díaz Bonilla (1/1) 74' PK: サンチェス (1/1) 23' | サンコープ・スタジアム, ブリスベン, オーストラリア 観客数: 31,599人 レフリー: Ben O'Keeffe (ニュージーランド) |

Notes:
- オーストラリアがピューマトロフィーを保持。

### Round 3
| 2019年8月10日 19:45 AEST (UTC+8) | オーストラリア | 47–26    | ニュージーランド | パース・スタジアム, パース, オーストラリア 観客数: 61,241人 レフリー: ジェローム・ガルセス (フランス) |
| 2019年8月10日 19:45 AEST (UTC+8) | トライ: ホッジ (2) 9' c, 68 ' c サラカイアロト 45' m ホワイト 48' m コロインベテ 61' c ビール 78' c コンバート: リアリーファノ (2/4) 10', 62' トゥームア (2/2) 70', 79' PK: リアリーファノ (3/3) 6', 27', 39' | レポート | トライ: ライナートブラウン 12' c イオアネ 16' m Bバレット 54' c ラウマペ 70' c コンバート: モウンガ (3/4) 13', 55', 71' | パース・スタジアム, パース, オーストラリア 観客数: 61,241人 レフリー: ジェローム・ガルセス (フランス) |

Notes:
- オーストラリアがニュージーランド戦で得た47得点は、2000年に記録した35得点を上回った。
- ニュージーランドが21点差で敗北した記録は、1999年のオーストラリア戦の記録に並ぶ。
- ニュージーランドは、ザ・ラグビーチャンピオンシップにおいて初めて3位に終わった。
- 61,241人の観客は、パーススタジアムでのスポーツイベントとして最多記録となった。
- ブレディスローカップは、この対戦の1週間後（2019年8月17日）に2試合目を実施。ニュージーランドが36-0で勝ち、1勝1敗となり、ニュージーランドのブレディスローカップ保持が決まった[2]。

| 2019年8月10日 16:40 AST (UTC–3) | アルゼンチン                                                                        | 13–46    | 南アフリカ共和国 (1 BP) | en:Estadio Padre Ernesto Martearena, サルタ, アルゼンチン 観客数: 22,190人 レフリー: ロマン・ポワト (フランス) |
| 2019年8月10日 16:40 AST (UTC–3) | トライ: コルデロ 1' c コンバート: サンチェス (1/1) 2' PK: サンチェス (2/2) 16', 27' | レポート | トライ: ンボナンビ 12' m ポラード (2) 39' c, 52' m マピンピ 63' c コルビ 66 'c コンバート: ポラード (3/5) 40', 65', 67' PK: ポラード (5/5) 8', 18', 25', 30', 41' | en:Estadio Padre Ernesto Martearena, サルタ, アルゼンチン 観客数: 22,190人 レフリー: ロマン・ポワト (フランス) |

Notes:
- ハンドレ・ポラードの31得点は、ザ・ラグビーチャンピオンシップでの得点として最多記録となった。トライネーションズ時代、2009年のモルネ・ステインの記録に並んだ。

## 放送
- WOWOW - 「南半球4カ国対抗戦 ザ・ラグビーチャンピオンシップ2019」[5]